# Бобринська Софія Олександрівна
Софія Олександрівна Бобринська (до шлюбу Самойлова) — графиня, з 12 років була фрейліною її Імператорської Величності Марії Федорівни.
Юною Софією захоплювався В. А. Жуковський. 17-ти років вінчалась із Олексієм Олексійовичем Бобринським і отримала як весільний посаг смілянські володіння. Була завзятою театралкою і заснувала в Смілі театр. За її сприянням на Київщині побудувано близько 10 українських православних храмів.
Самойлівською в Смілі називалася теперішня вулиця Чернишевського. Ім'я Софії Бобринської носила найбільша повітова лікарня (тепер районна) і залізнична платформа.